# Helle Sjelle
Helle Sjelle (født 3. marts 1971) er en dansk politiker som har repræsenteret Det Konservative Folkeparti i Folketinget fra 2001 til 2011, i Københavns Borgerrepræsentation fra 1998 til 2005 samt i Fredeirksberg Kommunalbestyrelse fra 2018 til august 2023, hvor hun meldte sig ud af partiet.
Siden 2014 har hun været gift med Lars Barfoed.

## Baggrund
Helle Sjelle blev født i 1971 i Fakse som datter af Knud Nielsen og frisør Emmeli Sjelle Nielsen.
Efter 9. klasse afgangseksamen fra Boestofteskolen 1987, gik Sjelle på Vermillion High School, South Dakota, USA i perioden 1987-88. Hun tog en sproglig studentereksamen fra Haslev Gymnasium 1988-91 og siden en cand.scient.pol. fra Københavns Universitet.

## Politisk karriere
Sjelle var medlem af Københavns Borgerrepræsentation 1998-2005 og medlem af Det Konservative Folkepartis hovedbestyrelse 1995-1997.
Sjelle blev valgt ind i Folketinget fra Østre Storkreds den 20. november 2001 og for Københavns Storkreds den 13. november 2007.
I Folketinget var Helle Sjelle ordfører for områderne ligestilling, EU, udvikling og arbejdsmarked. Tidligere har hun været ordfører for miljø- og energiordfører 2001-04, uddannelsesordfører 2001-05, sundhedsordfører 2005-07, integrationsordfører 2007-09, kulturordfører 2009, og dyrevelfærdsordfører 2009.
Hun var formand for Folketingets Arbejdsmarkedsudvalg.[kilde mangler]
Sjelle var partiets kandidat i Næstvedkredsen fra marts 2011, efter hun afløste Helge Adam Møller, der ønskede at stoppe ved næste valg.
Hun måtte dog forlade Folketinget efter Folketingsvalget 2011, hvor hun fik knap 3.000 stemmer.
I maj 2013 meddelte hun at hun forlod Folketingspolitiken og søgte nye udfordringer med international politik og et demokratiprojekt i Tanzania.
Helle Sjelle gjorde politisk comeback, da hun ved kommunalvalget 2017 blev valgt til Frederiksberg Kommunalbestyrelse. Hun blev genvalgt i 2021.
Sjelle fortalte i august 2023 i en artikel i det lokale medie FrederiksbergLiv, at hun og Lars Barfoed har forladt partiet. Det skyldes først og fremmest de lokale forhold på Frederiksberg. Både Barfoed og Sjelle anfører utilfredshed med den efter valgnederlaget i 2021 nyvalgte borgmesterkandidat Michael Bratusch og dennes ledelse.. Helle Sjelle har siden udmeldelsen været løsgænger i kommunalbestyrelsen.

## Tillidsposter
Sjelle var medlem af Kvinderådets bestyrelse fra 1998-2008.[kilde mangler]

## Eksterne links
- Helle Sjelle – officiel hjemmeside for Helle Sjelle
- Gammelt portrætfoto